# Municipio de Island Grove (Illinois)
El municipio de Island Grove (en inglés: Island Grove Township) es un municipio ubicado en el condado de Sangamon en el estado estadounidense de Illinois. En el año 2010 tenía una población de 621 habitantes y una densidad poblacional de 8,52 personas por km².

## Geografía
El municipio de Island Grove se encuentra ubicado en las coordenadas 39°45′47″N 89°54′4″O / 39.76306, -89.90111. Según la Oficina del Censo de los Estados Unidos, el municipio tiene una superficie total de 72.91 km², de la cual 72,91 km² corresponden a tierra firme y (0 %) 0 km² es agua.

## Demografía
Según el censo de 2010, había 621 personas residiendo en el municipio de Island Grove. La densidad de población era de 8,52 hab./km². De los 621 habitantes, el municipio de Island Grove estaba compuesto por el 97,58 % blancos, el 0,32 % eran afroamericanos, el 0,48 % eran amerindios, el 0,32 % eran asiáticos, el 0,32 % eran de otras razas y el 0,97 % eran de una mezcla de razas. Del total de la población el 1,45 % eran hispanos o latinos de cualquier raza.